# Michael Bleekemolen
Michael Bleekemolen (ur. 2 października 1949 roku w Amsterdamie) – holenderski kierowca wyścigowy.
W roku 1976 sięgnął po tytuł mistrzowski w Holenderskiej Formule Ford. W kolejnym sezonie brał udział w Formule Vee. W tym samym roku dostał szansę debiutu w Formule 1, za sprawą ekipy RAM Racing, podczas rodzimego Grand Prix Holandii. Do wyścigu nie udało mu się jednak zakwalifikować. W 1978 roku zaangażował się w Europejską Formułę 3. Pod koniec sezonu, ponownie został zgłoszony do wyścigów GP, tym razem jednak w niemieckim zespole ATS Racing Team. Spośród czterech zgłoszeń, tylko raz udało mu się zakwalifikować (do Grand Prix USA). Z powodu wycieku oleju wyścigu nie udało mu się jednak ukończyć. Po tym sezonie nigdy już nie wziął udziału w F1. W roku 1979 kontynuował swój udział w europejskiej F3. Został w niej sklasyfikowany na drugim miejscu, za Francuzem Alainem Prostem. W swojej dalszej karierze Holender rywalizował m.in. w Superpucharze Porsche (ang. Porsche SuperCup).
Michael ma dwóch synów, Sebastiaana oraz Jeroena, którzy również są kierowcami wyścigowymi.

## Starty w Formule 1

### Tablica wyników
| Legenda oznaczeń w tabelach wyników Wyświetl szablon na nowej stronie | Legenda oznaczeń w tabelach wyników Wyświetl szablon na nowej stronie                                                                     |
| Oznaczenie                                                            | Wyjaśnienie |
| --------------------------------------------------------------------- | --- |
| Złoty                                                                 | Zwycięzca lub mistrzostwo |
| Srebrny                                                               | 2. miejsce lub wicemistrzostwo |
| Brązowy                                                               | 3. miejsce lub II wicemistrzostwo |
| Zielony                                                               | Ukończył, punktował (w klasyfikacji generalnej, gdy zdobył co najmniej jeden punkt na przestrzeni sezonu, poza trzema powyższymi opcjami) |
| Niebieski                                                             | Ukończył, nie punktował (w klasyfikacji generalnej, gdy nie zdobył co najmniej jednego punktu na przestrzeni sezonu)                      |
| Czerwony                                                              | Nie zakwalifikował się (NZ) |
| Czerwony                                                              | Nie prekwalifikował się (NPK) |
| Różowy                                                                | Nie ukończył (NU) |
| Różowy                                                                | Niesklasyfikowany (NS) (w klasyfikacji generalnej, gdy nie został sklasyfikowany w żadnym wyścigu sezonu)                                 |
| Czarny                                                                | Zdyskwalifikowany (DK) |
| Czarny                                                                | Wykluczony (WYK/EX) |
| Biały                                                                 | Nie wystartował (NW) |
| Biały                                                                 | Kontuzjowany (K/INJ) |
| Biały                                                                 | Wyścig odwołany (OD/C) |
| Bez koloru                                                            | Został wycofany (WYC/WD) |
| Bez koloru                                                            | Nie przybył (NP/DNA) |
| Bez koloru                                                            | Nie brał udziału w treningach (NT/DNP) |
| Bez koloru                                                            | Nie został zgłoszony (–) |
| Pogrubienie                                                           | Start z pole position |
| Kursywa                                                               | Najszybsze okrążenie wyścigu |
| †                                                                     | Nie ukończył, ale jego rezultat został zaliczony ze względu na przejechanie więcej niż 90% dystansu wyścigu.                              |
| *                                                                     | Sezon w trakcie |
| 1/2/3                                                                 | Punktowana pozycja w sprincie kwalifikacyjnym                                                                                             |
| Lista systemów punktacji Formuły 1                                    | |

| Sezon | Zespół     | Samochód            | Pozycje startowe / w wyścigach | Pozycje startowe / w wyścigach | Pozycje startowe / w wyścigach | Pozycje startowe / w wyścigach | Pozycje startowe / w wyścigach | Pozycje startowe / w wyścigach | Pozycje startowe / w wyścigach | Pozycje startowe / w wyścigach | Pozycje startowe / w wyścigach | Pozycje startowe / w wyścigach | Pozycje startowe / w wyścigach | Pozycje startowe / w wyścigach | Pozycje startowe / w wyścigach | Pozycje startowe / w wyścigach | Pozycje startowe / w wyścigach | Pozycje startowe / w wyścigach | Pozycje startowe / w wyścigach | Pozycje startowe / w wyścigach | Pozycje startowe / w wyścigach | Pozycje startowe / w wyścigach | Pozycje startowe / w wyścigach |
| Sezon | Zespół     | Silnik              | 1                              | 2                              | 3                              | 4                              | 5                              | 6                              | 7                              | 8                              | 9                              | 10                             | 11                             | 12                             | 13                             | 14                             | 15                             | 16                             | 17                             | 18                             | 19                             | 20                             | 21                             |
| 1977  |            |                     | Argentyna                      | Brazylia                       | Związek Południowej Afryki     | Stany Zjednoczone              | Hiszpania                      | Monako                         | Belgia                         | Szwecja                        | Francja                        | Wielka Brytania                | Niemcy                         | Austria                        | Holandia                       | Włochy                         | Stany Zjednoczone              | Kanada                         | Japonia                        |                                |                                |                                |                                |
| ----- | ---------- | ------------------- | ------------------------------ | ------------------------------ | ------------------------------ | ------------------------------ | ------------------------------ | ------------------------------ | ------------------------------ | ------------------------------ | ------------------------------ | ------------------------------ | ------------------------------ | ------------------------------ | ------------------------------ | ------------------------------ | ------------------------------ | ------------------------------ | ------------------------------ | ------------------------------ | ------------------------------ | ------------------------------ | ------------------------------ |
| 1977  | RAM Racing | March 761           | -                              | -                              | -                              | -                              | -                              | -                              | -                              | -                              | -                              | -                              | -                              | -                              | -                              | -                              | -                              | -                              | -                              | -                              | -                              |                                |                                |
| 1977  | RAM Racing | Cosworth DFV 3.0 V8 | -                              | -                              | -                              | -                              | -                              | -                              | -                              | -                              | -                              | -                              | -                              | -                              | NZ                             | -                              | -                              | -                              | -                              |                                |                                |                                |                                |
| 1978  |            |                     | Argentyna                      | Brazylia                       | Związek Południowej Afryki     | Stany Zjednoczone              | Monako                         | Belgia                         | Hiszpania                      | Szwecja                        | Francja                        | Wielka Brytania                | Niemcy                         | Austria                        | Holandia                       | Włochy                         | Stany Zjednoczone              | Kanada                         |                                |                                |                                |                                |                                |
| 1978  | ATS        | ATS HS1             | -                              | -                              | -                              | -                              | -                              | -                              | -                              | -                              | -                              | -                              | -                              | -                              | -                              | -                              | 25                             | -                              |                                |                                |                                |                                |                                |
| 1978  | ATS        | Cosworth DFV 3.0 V8 | -                              | -                              | -                              | -                              | -                              | -                              | -                              | -                              | -                              | -                              | -                              | -                              | NZ                             | NZ                             | NU                             | NZ                             | -                              | -                              | -                              |                                |                                |

### Statystyki
| Legenda oznaczeń w tabelach wyników Wyświetl szablon na nowej stronie | Legenda oznaczeń w tabelach wyników Wyświetl szablon na nowej stronie                                                                     |
| Oznaczenie                                                            | Wyjaśnienie |
| --------------------------------------------------------------------- | --- |
| Złoty                                                                 | Zwycięzca lub mistrzostwo |
| Srebrny                                                               | 2. miejsce lub wicemistrzostwo |
| Brązowy                                                               | 3. miejsce lub II wicemistrzostwo |
| Zielony                                                               | Ukończył, punktował (w klasyfikacji generalnej, gdy zdobył co najmniej jeden punkt na przestrzeni sezonu, poza trzema powyższymi opcjami) |
| Niebieski                                                             | Ukończył, nie punktował (w klasyfikacji generalnej, gdy nie zdobył co najmniej jednego punktu na przestrzeni sezonu)                      |
| Czerwony                                                              | Nie zakwalifikował się (NZ) |
| Czerwony                                                              | Nie prekwalifikował się (NPK) |
| Różowy                                                                | Nie ukończył (NU) |
| Różowy                                                                | Niesklasyfikowany (NS) (w klasyfikacji generalnej, gdy nie został sklasyfikowany w żadnym wyścigu sezonu)                                 |
| Czarny                                                                | Zdyskwalifikowany (DK) |
| Czarny                                                                | Wykluczony (WYK/EX) |
| Biały                                                                 | Nie wystartował (NW) |
| Biały                                                                 | Kontuzjowany (K/INJ) |
| Biały                                                                 | Wyścig odwołany (OD/C) |
| Bez koloru                                                            | Został wycofany (WYC/WD) |
| Bez koloru                                                            | Nie przybył (NP/DNA) |
| Bez koloru                                                            | Nie brał udziału w treningach (NT/DNP) |
| Bez koloru                                                            | Nie został zgłoszony (–) |
| Pogrubienie                                                           | Start z pole position |
| Kursywa                                                               | Najszybsze okrążenie wyścigu |
| †                                                                     | Nie ukończył, ale jego rezultat został zaliczony ze względu na przejechanie więcej niż 90% dystansu wyścigu.                              |
| *                                                                     | Sezon w trakcie |
| 1/2/3                                                                 | Punktowana pozycja w sprincie kwalifikacyjnym                                                                                             |
| Lista systemów punktacji Formuły 1                                    | |

| Sezon | Zgł. | Starty | PKT | P. | P1 | P2 | P3 | Punkt. | PP | NO | NS | DK | Zespoły |
| ----- | ---- | ------ | --- | -- | -- | -- | -- | ------ | -- | -- | -- | -- | ------- |
| 1978  | 4    | 1      | -   | -  | -  | -  | -  | -      | -  | -  | 1  | -  | ATS     |
| 1977  | 1    | 0      | -   | -  | -  | -  | -  | -      | -  | -  | -  | -  | RAM     |

| Sezony | Zgł. | Starty | PKT | Najwyższa pozycja (mistrzostwa) | P1 | P2 | P3 | Punkt. | PP | NO | NS | DK | Zespoły |
| ------ | ---- | ------ | --- | ------------------------------- | -- | -- | -- | ------ | -- | -- | -- | -- | ------- |
| 2      | 5    | 1      | -   | -                               | -  | -  | -  | -      | -  | -  | 1  | -  | 2       |